# Вернер Зірнгібль
Вернер Зірнгібль (нім. Werner Zirngibl; нар. 4 вересня 1956) — колишній німецький тенісист.
Найвищу одиночну позицію світового рейтингу — 97 місце досяг 7 листопада 1976 року.
Здобув 1 одиночний титул.
Найвищим досягненням на турнірах Великого шолома було 2 коло в одиночному та парному розрядах.

## Фінали Гран-прі за кар'єру

### Одиночний розряд: 1 (1–0)
| Результат | В-П | Рік  | Турнір            | Покриття | Суперник     | Рахунок            |
| --------- | --- | ---- | ----------------- | -------- | ------------ | ------------------ |
| Перемога  | 1–0 | 1978 | Брюссель, Бельгія | Ґрунт    | Рікардо Кано | 1–6, 6–3, 6–4, 6–3 |

## Титули на челленджерах

### Одиночний розряд: (2)
| Результат | Ранг | Рік  | Турнір                    | Покриття | Суперник       | Рахунок  |
| --------- | ---- | ---- | ------------------------- | -------- | -------------- | -------- |
| Перемога  | 1.   | 1981 | Берлін, Західна Німеччина | Ґрунт    | Ерік Іскерскі  | 6–3, 7–6 |
| Перемога  | 2.   | 1981 | Галатіна, Італія          | Ґрунт    | Ганс Сімонссон | 7–6, 7–5 |